# Fontanetto Po
Fontanetto Po (piemontesisch Fontanè) ist eine Gemeinde in der italienischen Provinz Vercelli (VC), Region Piemont.

## Lage und Einwohner
Fontanetta Po liegt etwa 50 km nordöstlich von Turin, unweit vom Po und hat 1037 Einwohner (Stand 31. Dezember 2023). Die Nachbargemeinden sind Crescentino, Gabiano, Livorno Ferraris, Moncestino, Palazzolo Vercellese und Trino.
Das Gemeindegebiet umfasst eine Fläche von 23 km².

## Persönlichkeiten
- Giovanni Battista Viotti (1755–1824), Violinist und Komponist, geboren in Fontanetto Po

## Einzelnachweise

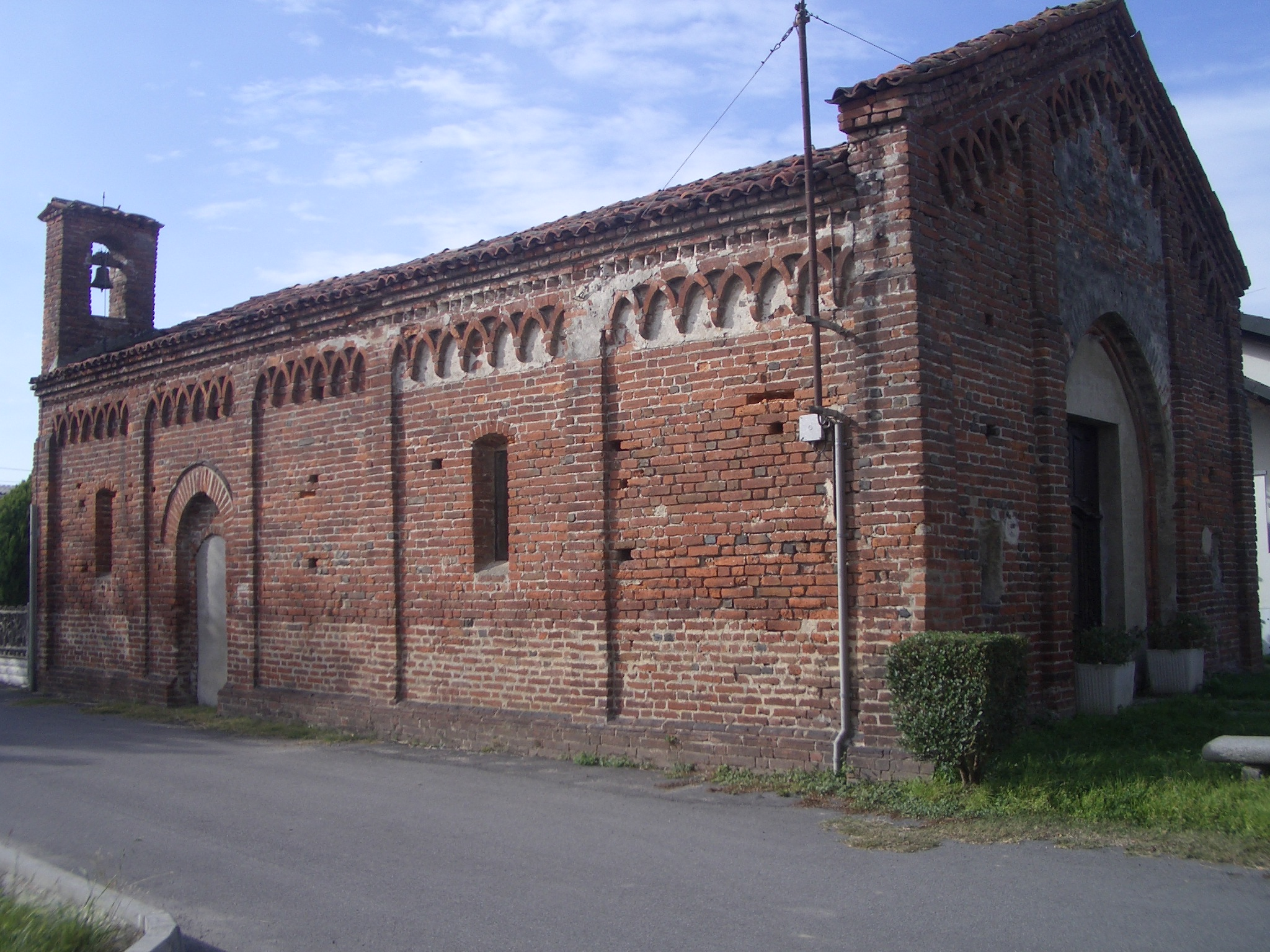
Oratorio San Sebastiano